# Off to the Races
«Off to the Races» — песня американской певицы и автора песен Ланы Дель Рей. Авторами трека являются сама певица и Тим Ларкомбе. Песня была выпущена в качестве первого промосингла в поддержку второго студийного альбома Дель Рей Born to Die. Продюсировали трек Эмиль Хейни и Патрик Бергер. Песня была записана в 2010 году на студии звукозаписи Human Feel Studios в Лос-Анджелесе.

## Композиция
В песне «Off to the Races», Дель Рей использует альтернативную рэп-технику, хип-хоп ритм и тяжелые басы, аналогично использованные в песнях «National Anthem». Обозреватель издания Pitchfork Media сказала, что данная рэп-техника в песне получилась «болтливой». Текст композиции ссылается на роман Владимира Набокова, «Лолита», в тексте которого есть строки «Свет моей жизни, огонь моих чресел», также использованные в песне.

## История создания и исполнения
Песня «Off to the Races» была выпущена в качестве сингла в британском iTunes 20 декабря 2011 года. Затем, песня была выпущена как цифровой сингл в Нидерландах 6 января 2012 года. Музыкальное видео на песню было смонтировано и опубликовано в интернете лично Дель Рей. В видео присутствуют кадры с латиноамериканскими гангстерами, роковыми женщинами c оружьями; гоночные трассы. В рамках концерта в Ruby Lounge, Манчестер, Великобритания, Дель Рей впервые исполнила песню «Off to the Races» наряду с «Video Games» и «Blue Jeans». Также, певица исполняла песню в рамках концертных турне The Endless Summer Tour 2015 года и фестивального тура 2016 года.

## Реакция критиков
«Off to the Races» получила смешанные отзывы: «фрик-шоу неуместной совместной зависимости [чтооо?]». Негативно о песне отозвался рецензент с сайта Pitchfork, посвященному инди-музыке, как о «неряшливо стремящейся к игристой роскоши», добавив, что «певица не имеет тех черт, которые помогли бы достичь этого». В The Guardian написали, что «Off to the Races» убедительно превращает Дель Рей из «выдержанной сирены» в «R&B hoochie». Сравнивая с «Video Games» и «Blue Jeans», рецензент The Huffington Post написал, что песня «довольно хороша и легко цепляется». Комментируя музыкальный клип, Робби Дау сказал: «Похоже, что продюсер видео был нанят для того, что бы найти модные футажи „shoot 'em up“ фильмов категории „Б“». Рецензент Антон Фелиз с сайта Apelzin назвал песню «потенциальным хитом» и «лучшей песней альбома»: «Некий гимн женщины связавшей свою жизнь с бандитом». Также он отметил, что композиция могла бы стать саундтреком к фильму «Прирождённые убийцы» (1994) Оливера Стоуна. Оксана Меленьтьева с сайта Trill назвала песню «неприятной». Критик Надежда Журавлева с сайта Afisha.uz сказала: «В композиции „Off to the Races“ низкий бархатистый вокал срывается на звонкие девчачьи нотки».

## Список композиций
| №  | Название           | Автор(ы)                    | Продюсер(ы)                | Длительность |
| -- | ------------------ | --------------------------- | -------------------------- | ------------ |
| 1. | «Off to the Races» | Лана Дель Рей, Тим Ларкомбе | Эмиль Хейни, Патрик Бергер | 5:01         |

| №  | Название           | Автор(ы)           | Продюсер(ы)   | Длительность |
| -- | ------------------ | ------------------ | ------------- | ------------ |
| 1. | «Off to the Races» | Дель Рей, Ларкомбе | Хейни, Бергер | 5:01         |

| №  | Название           | Автор(ы)           | Продюсер(ы)   | Длительность |
| -- | ------------------ | ------------------ | ------------- | ------------ |
| 1. | «Off to the Races» | Дель Рей, Ларкомбе | Хейни, Бергер | 5:01         |

| №  | Название           | Автор(ы)           | Продюсер(ы)   | Длительность |
| -- | ------------------ | ------------------ | ------------- | ------------ |
| 1. | «Off to the Races» | Дель Рей, Ларкомбе | Хейни, Бергер | 5:00         |

## Участники записи
Данные взяты из буклета альбома Born to Die.
| - Лана Дель Рей — вокал, автор - Тим Ларкомбе — автор - Эмиль Хейни — продюсер, барабаны, дополнительные клавишные - Дункан Фюллер — ассистент звукорежиссёра | - Патрик Бергер — продюсер, гитара, бас-гитара, синтезатор, ударное программирование, семплер, перкуссия - Карл Бэжж — струнные - Дэн Греч Маргуират — сводка | - Фредерик Сиберг — скрипка - Эрик Холм — виола - Пилли Хансен — виолончель - Песня записана на студии Human Feel Studios, Лос-Анджелес, Калифорния | - Мастеринг произведен Джоном Дэвисом на студии Metropolis Studio, Лондон, Великобритания - Песня издана на Copyright Control / EMI |

## Чарты
| Чарт (2012)              | Высшая позиция |
| ------------------------ | -------------- |
| США (Alternative Songs)  | 40             |
| США (Rock Digital Songs) | 37             |

## История релиза
| Регион         | Дата            | Формат               | Лейбл                | П.     |
| -------------- | --------------- | -------------------- | -------------------- | ------ |
| Великобритания | 20 декабря 2011 | Цифровая дистрибуция | Interscope, Stranger | [ 5 ]  |
| Земля          | 6 января 2012   | Цифровая дистрибуция | Interscope, Stranger | [ 15 ] |
| Нидерланды     | 6 января 2012   | Цифровая дистрибуция | Interscope, Stranger | [ 6 ]  |